# Дювенек, Фрэнк
Фрэнк Дювенек (англ. Frank Duveneck; 9 октября 1848, Ковингтон — 3 января 1919, Цинциннати) — американский художник, скульптор, график и педагог.

## Биография

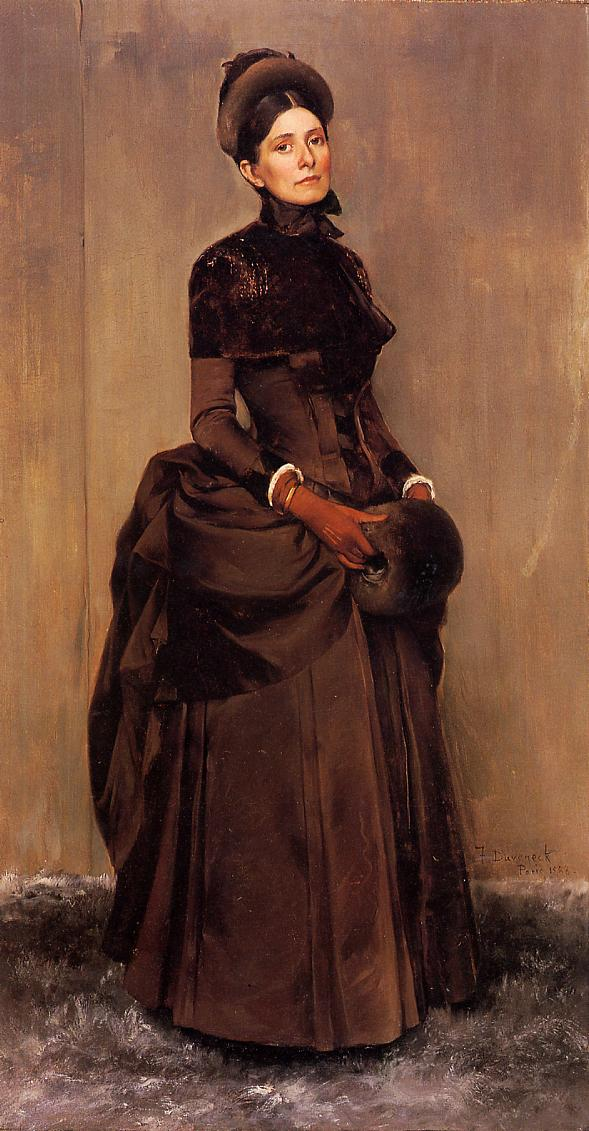
Портрет жены Элизабет Бутт

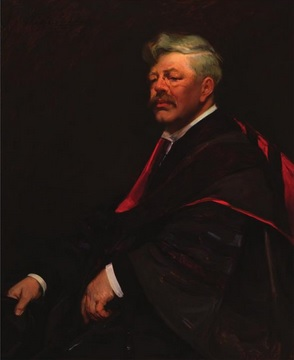
Портрет Фрэнка Дювенека работы Дикси Селден

Родился в семье немецких эмигрантов. После смерти его отца, Бернгарда Деккера, мать Фрэнка выходит замуж вторично, и мальчик берёт фамилию отчима. Он начинает изучать живопись в Цинциннати.
В 1869 году Дювенек уезжает в Германию и поступает в Королевскую академию искусств в Мюнхене, в класс Уильяма Чейза. По окончании учёбы открывает в Мюнхене собственную художественную мастерскую. В 1873 году Дювенек возвращается в Америку и два года преподаёт в Механическом институте Огайо. В 1875 он снова в Мюнхене, в 1876 году художник едет в Париж, а на следующий год — на девять месяцев в Венецию. 
В 1879 он совершает новое путешествие в Италию. В 1886 году Дювенек женится на своей ученице, 20-летней уроженке Бостона, художнице Элизабет Бутт (жившей в то время во Флоренции и учившейся живописи у Дювенека). Через два года Элизабет умирает в Париже от воспаления лёгких. Пережив эту трагедию, Фрэнк на время оставляет живопись и обращается к скульптуре.
Вернувшись в США, художник селится в Цинциннати, где и остаётся до конца своих дней, работая преподавателем в местной Академии искусств. Среди его учеников следует отметить Джона Александера, Джозефа Родефера де Кампа, Кеньона Кокса, Джона Генри Твахтмана.
В начале своего творческого пути Ф. Дювенек пишет преимущественно портреты в реалистической манере. После пребывания во Франции и Италии он создаёт также пейзажи и бытовые сценки, постепенно эволюционируя в сторону импрессионизма. Писал как картины маслом, так и офорты.
С 1905 года — член Национальной академии дизайна. В 1915 году работы Ф. Дювенека выставлялись на Всемирной выставке в Сан-Франциско.
Его работы хранятся в Метрополитен-музее в Нью-Йорке, Национальной галерее искусств в Вашингтоне, Музее изящных искусств в Бостоне, Художественном музее Цинциннати, Художественном музее Ричмонда, коллекции Хайда в Гленс-Фоллс, Нью-Йорк, библиотеке округа Кентон в Ковингтоне, Кентукки, базилике Успенского собора, также в Ковингтоне, и в Центре искусств Фрэнсиса Лемана Лоэба в Покипси, Нью-Йорк. Портрет «Молодой человек с растрепанными волосами» («Уличный мальчишка»), ныне находящийся в Смитсоновском музее американского искусства, ранее находился в коллекции Курта Воннегута.

## Галерея

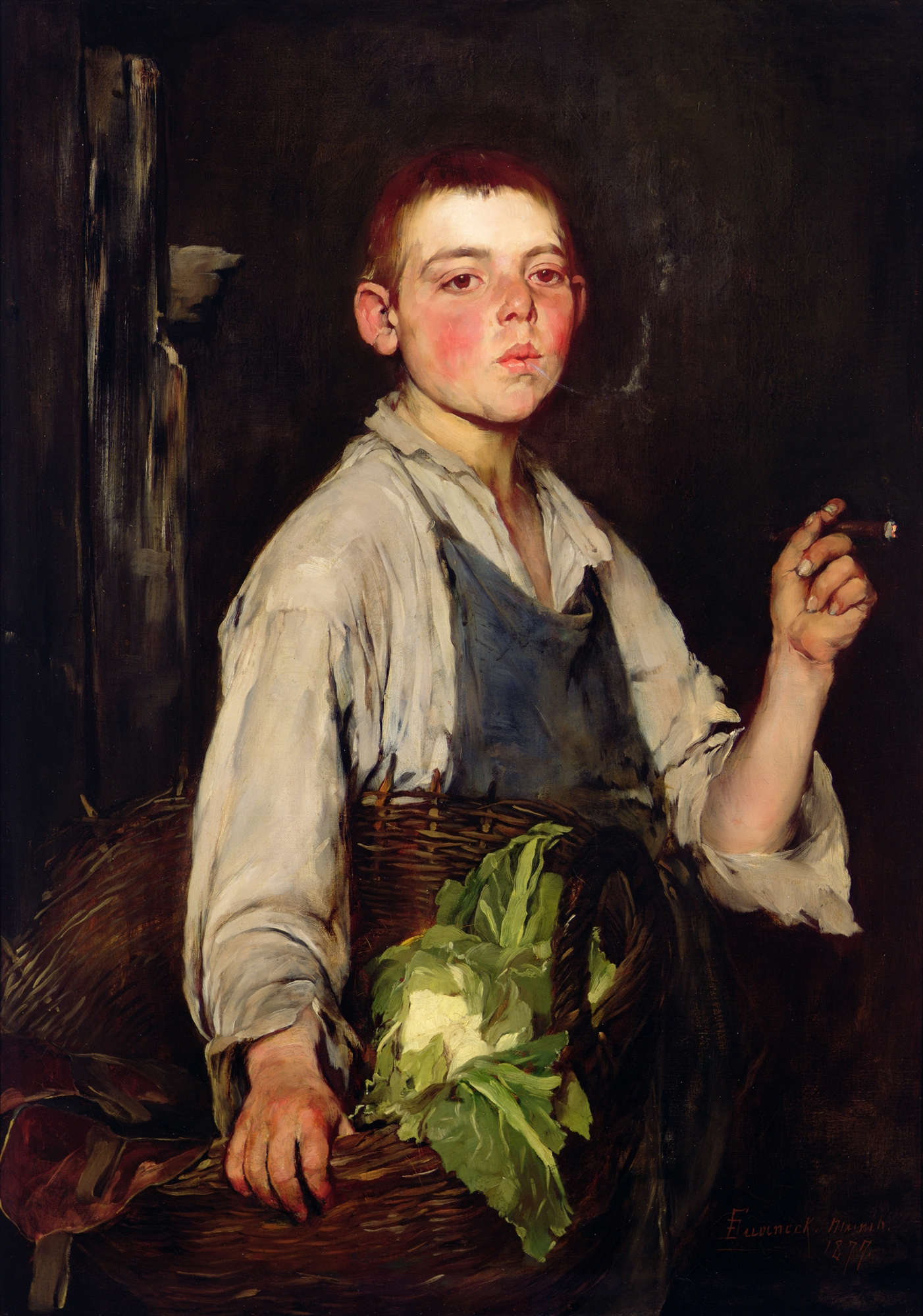
Ученик сапожника (1877), холст, масло, Художественный музей Тафта, Цинциннати
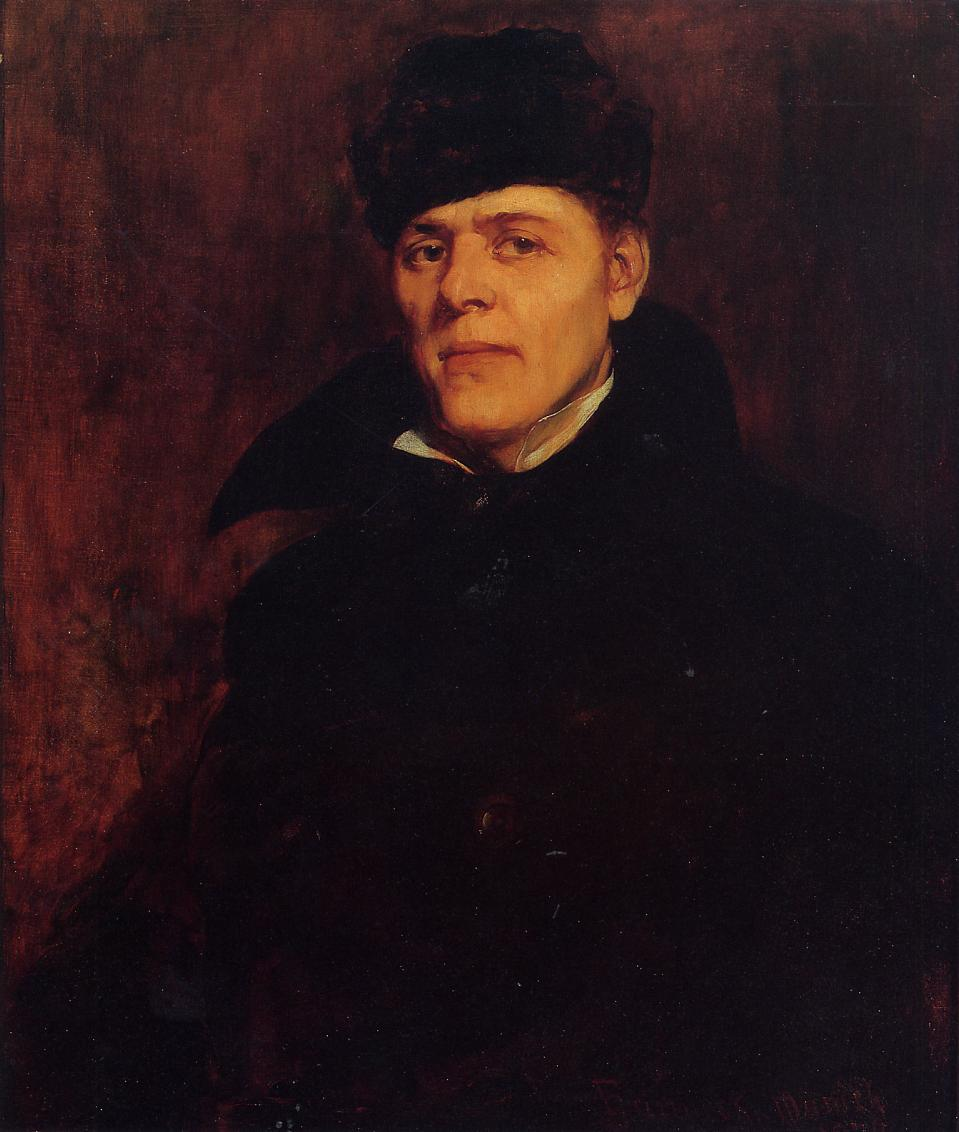
Майор Диллард Х. Кларк (1877), холст, масло, бывшая Галерея искусства Коркоран, Вашингтон
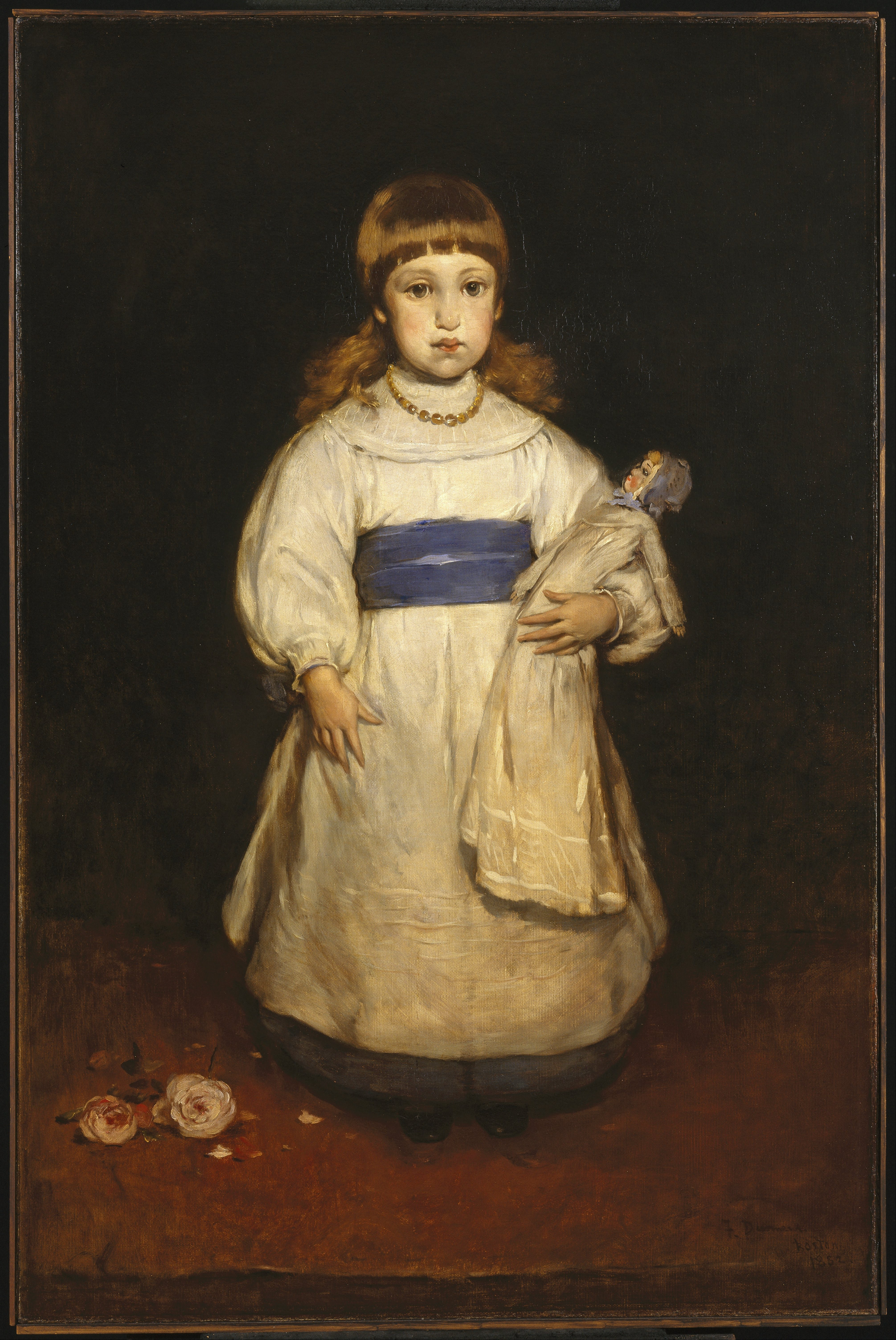
Мэри Кэбот Уилрайт (1882), Бруклинский музей
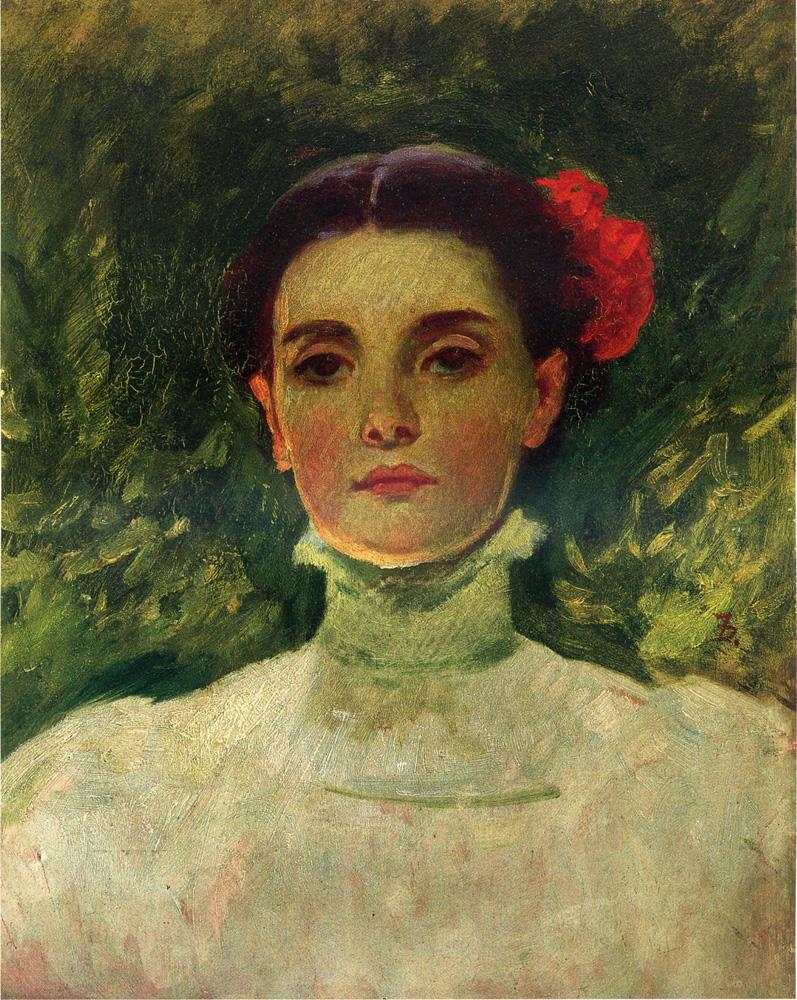
Портрет Мэгги Уилсон (1898), масло, Музей изящных искусств (Хьюстон)
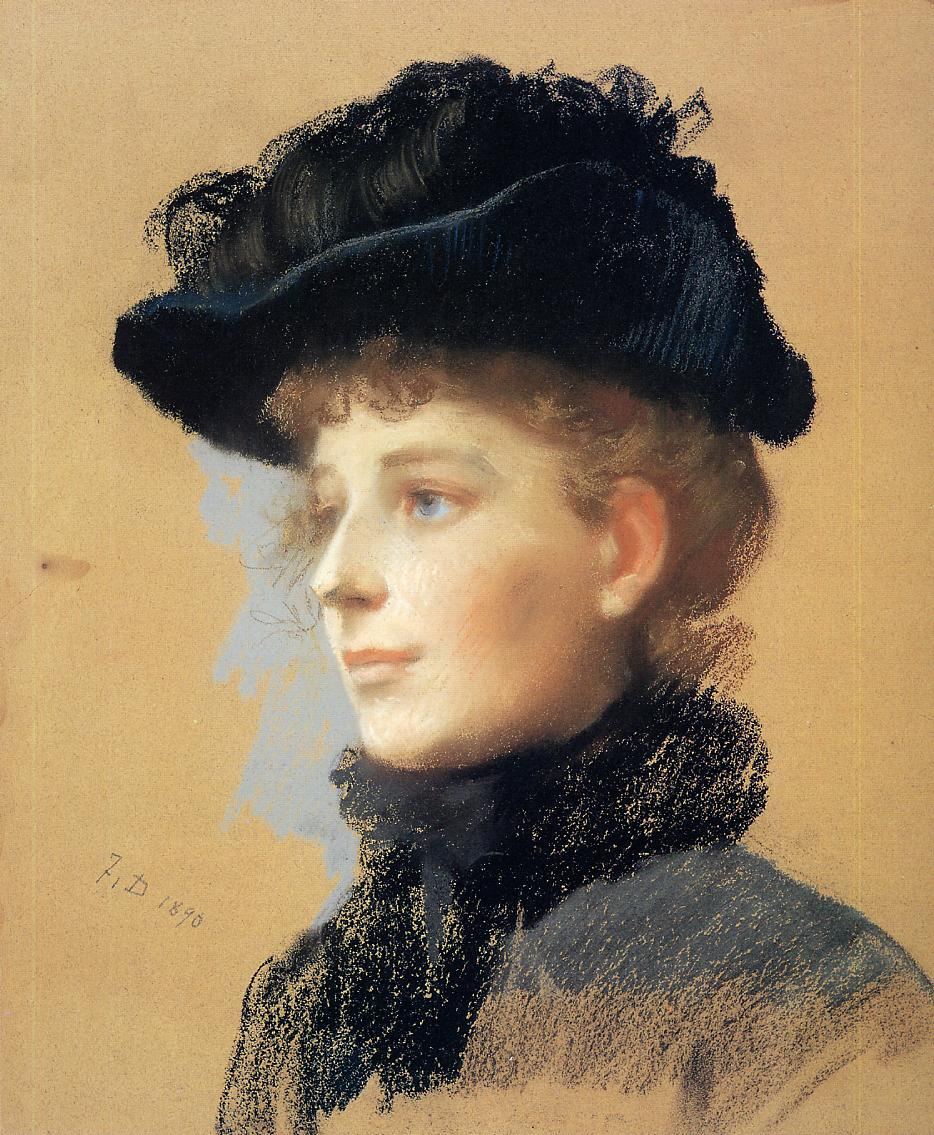
Портрет женщины в черной шляпе (1890)
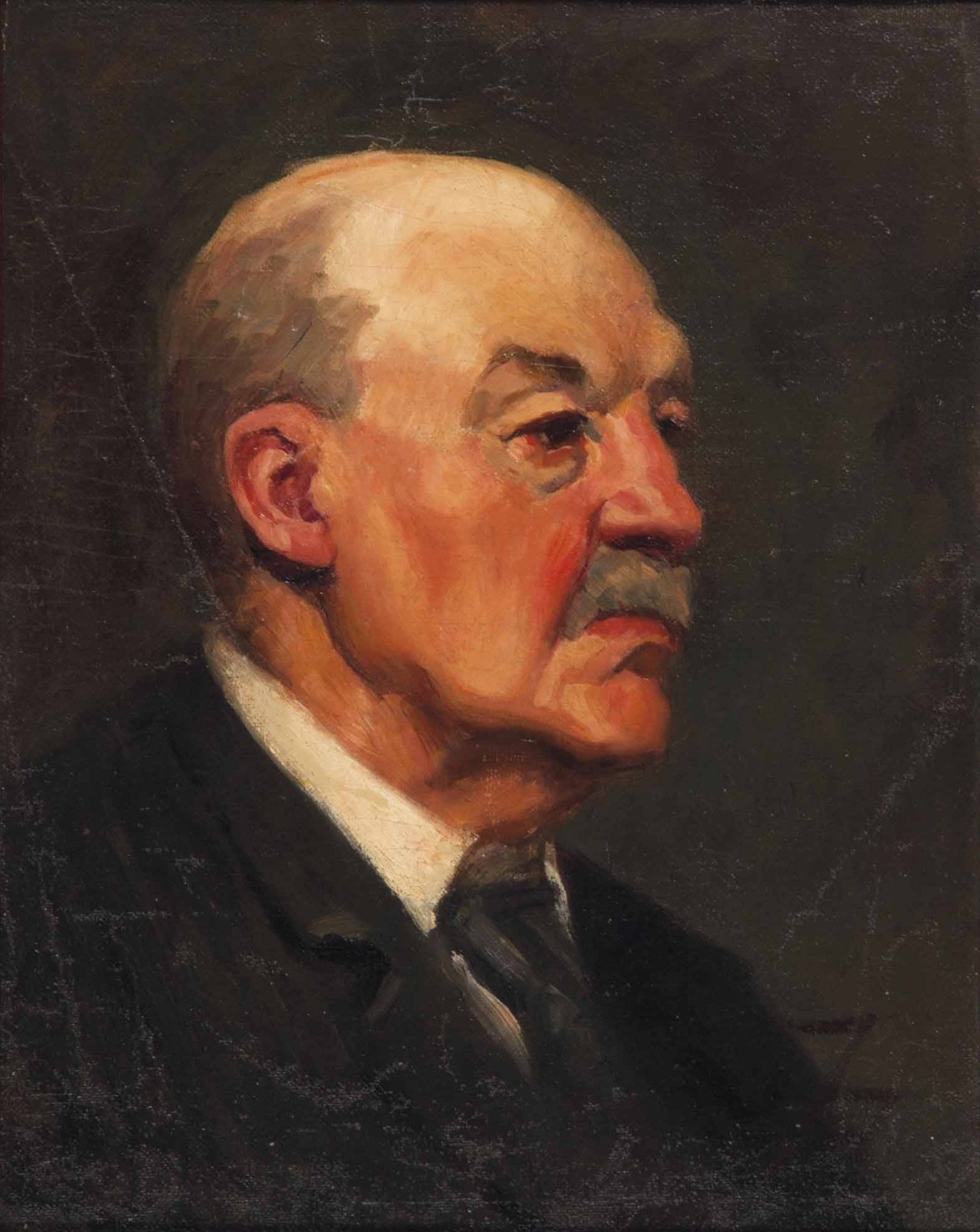
Портрет Уинслоу Хомера (около 1890 года), частная коллекция